# José Luis Larzabal

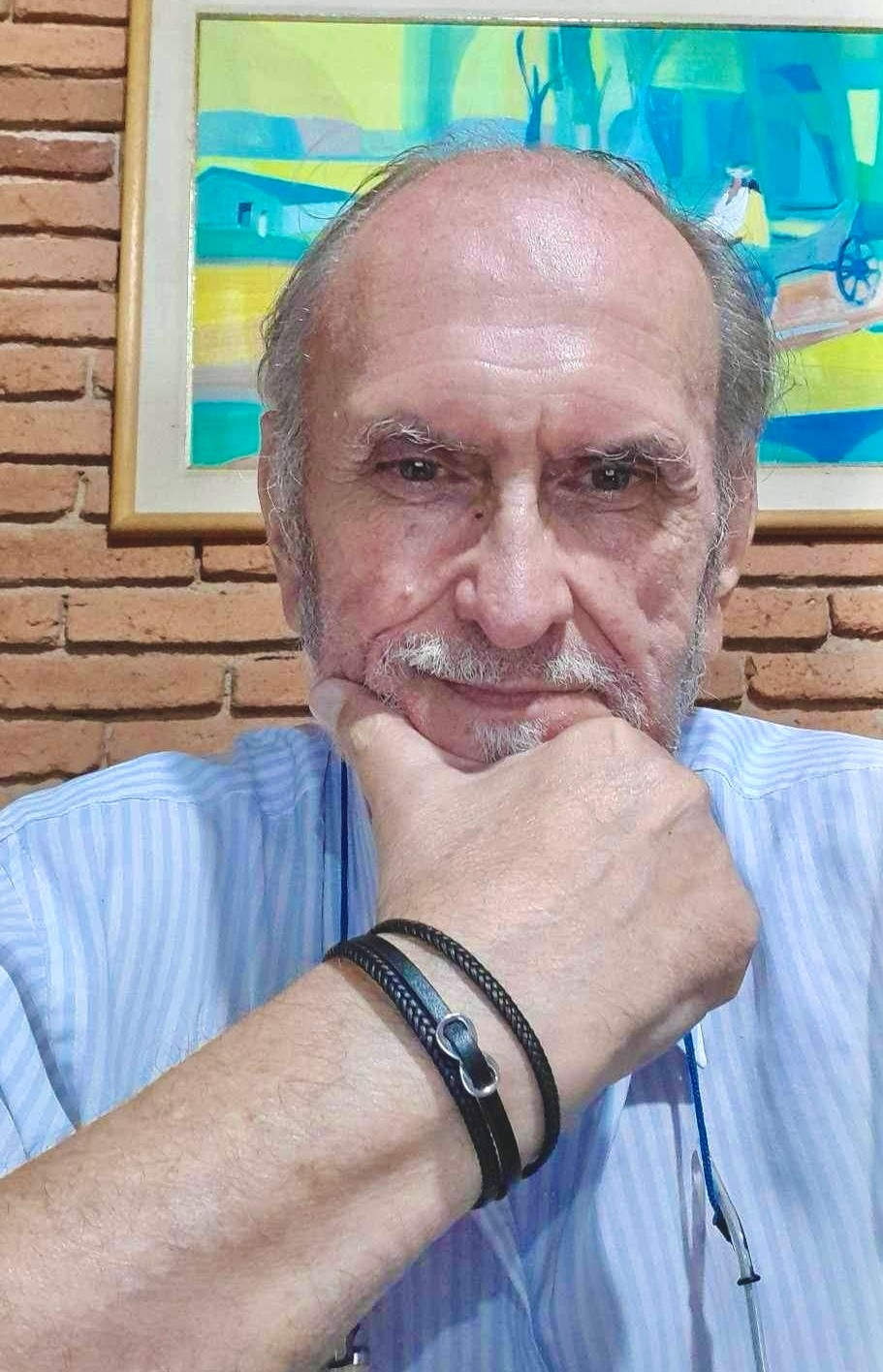
José Luis Larzabal

José Luis Larzabal (geb. am 15. Februar 1944 in Posadas) ist ein argentinischer Komponist und Dirigent.

## Leben und Werk
Seine Familie stammt aus dem Baskenland und Kroatien. Er begann seine musikalische Ausbildung als Kind und studierte von 1954 bis 1960 Klavier bei Professor Zoraida de Ripoll in der Stadt Posadas. Als er nach Buenos Aires zog, setzte er seine musikalische Ausbildung parallel zu seinem Ingenieurstudium fort und studierte Harmonielehre, Kontrapunkt, Fuge, Komposition und Orchestrierung bei Maestro Zoraida Ripoll, weitere sechs Jahre Komposition und Orchestrierung bei Maestro Cayetano Marcoli. Außerdem studierte er von 1962 bis 1964 Gesangstechnik bei Professor Alfredo Bontá, von 1965 bis 1980 Stimmbildung und Kammerchorleitung bei Orlando Tarrío Larmeu und von 1962 bis 1968 symphonische Chorleitung bei Luis de Mallea, dem Leiter des Chors Lagun Onak.
Der Musiker vervollkommnete seine stimmlichen Fähigkeiten, indem er frühe europäische englische Musik mit Alfred Deller und dem Deller Consort, europäische Musik mit dem „Studio der frühen Musik“ in Deutschland und italienische Musik mit Lucia Maranca aufführte.
Seine musikalischen Aktivitäten umfassen Bariton-Sologesang, Leitung von Vokalensembles, Chorleitung, Unterricht in Stimmbildung, Harmonie, Kontrapunkt, Fuge und Komposition.
Neben seinen eigenen Kompositionen schuf der Musiker mehr als hundert Chorfassungen anderer Kompositionen, insbesondere der Volksmusik im Gualambao-Rhythmus von Ramon Ayala und der regionalen Folklore.
Er arbeitete musikalisch u. a. mit Ramón Ayala und Martin Palmeri. Er ist der Vater der Opernsängerin Lupe Larzabal.

## Kompositionen
(Quelle: )

### A-capella-Gesangskompositionen
- Drei Madrigale: „Jorge Manrique“, „Lope de Vega“, „Cervantes“, Buenos Aires, 1968;
- „Romance del prendimiento y muerte de Antoñito el Camborio“, Federico García Lorca (Auftragswerk anlässlich des 10. Jahrestages der Gründung des Museums für spanische Kunst „Enrique Larreta“ in Buenos Aires), Buenos Aires. 1972;
- „Soneto“ (Amor constante más allá de la muerte), F. Quevedo, Buenos Aires, 1976;
- „Baladilla de los tres ríos“, F. G. Lorca, Buenos Aires, 1978;
- „Por ser misionero“, galopa, D. Larrea, 1985;
- „La flor y la piedra“, gualambao, R. Ayala, 1987;
- „En el monte“, gualambao, 1989, das Stück gewann den ersten Preis des Kulturministers der Provinz Misiones, Argentinien.

### Vokal- und Instrumentalkompositionen
- „El Obrero de Dios“[3][7]– Oratorium für drei Rezitatoren, Solisten, Chor und Orchester, Posadas, 1992;
- „Voces de Aliento para Rigoberta Menchú“ – Kantate für Rezitator, Folk, Sopran, Bariton, Chor und Orchester mit Text von Ismael Fernández, Posadas, 1993[3];
- „Misa de Pascua“[3][7][9] – Messe für 2 Soprane, Alt, Chor und Orchester nach einem Text von Johannes Paul II, Posadas, 1998;
- „La Carta del Soldado“ – Kantate für Chor und Orchester, Posadas, 2003[3];
- „Mi dicha lejana“, 2022[3];
- „Stabat Mater“[3][7][10][11], Uraufführung am 11. März 2023 in Wien, unter der Leitung des Martin Palmeri.

### Instrumentale Kompositionen
- Sonate Nr. 1 in C-Dur: „Klassisch“ für Streicher, 2002;
- Sonate Nr. 2 in g-Moll: „Missionary“ für Streicher, 2003;
- Sonate Nr. 3 in C-Dur: „Ragtime“ für Flöte, Klarinette, Cello und Klavier, 2008;
- Sonate Nr. 4 in B-Dur: „Las estaciones de Jobim“ für Flöte, Klarinette, Cello und Klavier, 2008;
- Sinfonie in a-Moll: „Aeneas“[2][6] für 2 Flöten, 2 Klarinetten, 2 Waldhörner, Violinen 1 und 2, Bratschen, Celli, Kontrabass und Schlagzeug, 2005;
- „Apeguá“[6] – Konzert in drei Sätzen für Gitarre und Orchester;
- Orchestrierung von Werken des Franz Schubert[12] („Freiwilliges Versinken“ D 700), 1820; „Prometheus D 674“, 1819; „Aeschylus“ (Abs.), 1816; Premiere 26.03.2023 in Wien.

### Chorfassungen von „Cantoría de las Misiones“
José Luis Larzabal ist Mitautor von Bearbeitungen von Werken der Komponisten: Lucas Areco, Ramón Ayala, Vicente Cidade, Demetrio Ortiz, Atahualpa Yupanqui und Astor Piazzolla.
Bearbeitungen:
- „Panambí Hovy“ (Ramón Ayala);
- „Mi pequeño amor“ (Ramón Ayala);
- „Comandante guasurarí“ (Ramón Ayala);
- „El último mensú“ (Miguel Viarengo);
- „El cosechero“ (Ramón Ayala);
- „Catedral de Sombras“ (Ramón Ayala);
- „Golondrinas del Iguazú“ (Ramón Ayala);
- „Canto al Río Uruguay“ (Ramón Ayala);
- „Siesta en el Monte“ (Ricardo Ojeda);
- „La flor y la piedra“ (Ramón Ayala);
- „Lapacho“ (Ramón Ayala);
- „El cachapecero“ (Ramón Ayala).

## Gründer von Chören und Vokalensembles
Gründerin der „Cantoría de las Misiones“(1986–2003);
Bariton in „Canto Abierto“.

## Preise und Auszeichnungen
(Quelle: )
Für Gesangleistungen:
- Erster Preis bei den „Juventudes musicales de la Universidad“ Nacional de Buenos Aires, 1967;
- Erster Preis der „Asociación Vocal de Cámara de Buenos Aires“, 1969;
- Jahrespreis der Stadtverwaltung Buenos Aires, 1972.

Für Erfolge als Chorleiter:
- Anerkennungspreis beim 3. Internationalen Chorfestival in Porto Alegre, Brasilien, 1986;
- Ehrenauszeichnung beim 4. Internationalen Chorfestival in Porto Alegre, Brasilien, 1987.

Für Errungenschaften als Komponist
- Erster Preis des Secretaría de Cultura, Banco Provincia de Misiones[7][17], 1990.